# Кори Пери
Кори Пери (енгл. Corey Perry; Питерборо, 16. мај 1985) професионални је канадски хокејаш на леду који игра на позицији десног крилног играча.
На улазном драфту НХЛ лиге одржаном у јуну 2003. у Нешвилу, одабрала га је као 28. пика у првој рунди екипа Дакса из Анахајма. Професионалац је од сезоне 2005/06. коју је започео у редовима АХЛ екипе Портланд пајратси одакле је након 19 одиграних утакмица прешао у редове Дакса. Освајач је трофеја Стенли купа за сезону 2006/07. У сезони 2010/11. проглашен је за најкориснијег играча лиге, те за најбољег стрелца (укупно 50 голова и 48 асистенција).
У дресу сениорске репрезентације Канаде освојио је две златне олимпијске медаље, на Играма 2010. у Ванкуверу и Играма 2014. у Сочију. Пре тога освојио је златну медаљу на светском првенстви за играче до 20 година 2005, а заједно са њим у екипи су играли и Патрис Бержерон и Сидни Крозби.